# 希英詞典
《希英詞典》（英文：A Greek–English Lexicon）是西方古典學界常用的一部以英文解釋古希腊文詞彙的標準參考詞典，第一版於1843年出版，最近一次修訂的版本為第九版，於1940年出版。本詞典的編纂者為英国學者亨利·里德爾（Henry Liddell）、羅伯特·斯科特（Robert Scott）、亨利·斯圖爾特·瓊斯（Henry Stuart Jones）及罗德里克·麦肯齐（Roderick McKenzie）。在西方學界，常使用前兩到三名編纂者的姓氏組合來指代本書，即“Liddell & Scott”或“LSJ”（縮寫自 Liddell＋Scott＋Jones）。
《希英詞典》最初以德国學者弗朗茨·帕索（德文：Franz Passow）出版於1819年的《希臘語詞典》（德文：Handwörterbuch der griechischen Sprache）為藍本，而帕索的詞典則基於德国學者约翰·戈特洛布·施奈德（德文：Johann Gottlob Schneider）出版於1797–1798年的《希德批判詞典》（德文：Kritisches griechisch-deutsches Handwörterbuch）編纂。
自2007年以來，《希英詞典》推出了多個線上版本，作為公有领域文獻供大眾免費查閱。

## 版本
LSJ 有三個不同版本（一版未精簡與二版精簡本），依最完整到最精簡分別爲：
- A Greek–English Lexicon：未精簡本，含116502個詞條[1]，通稱“Big Liddell”或“The Great Scott”；
- An Intermediate Greek–English Lexicon：中階本，通稱“Middle Liddell”；
- A Lexicon: Abridged from Liddell and Scott's Greek–English Lexicon：精簡本，不含例句，通稱“Little Liddell”。

## 其他語言
- 現代希臘語版：H. Liddell – R. Scott – Α. Κωνσταντινίδου – Μέγα Λεξικόν τῆς Ἑλληνικῆς Γλώσσης（1904年版）[2]
- 義大利語版：Q. Cataudella, M. Manfredi, F. Di Benedetto, Dizionario illustrato greco-italiano（1904年版，基於 Middle Liddell）[3]

## 引用
1. ↑  Blackwell, Christopher W. (2018) Liddell-Scott Lexicon in the CITE Architecture （页面存档备份，存于）, Oct 30, 2018
2. ↑  .   [2020-07-17]. （原始内容存档于2020-09-16）.
3. ↑  Dizionario illustrato greco-italiano載於Google圖書

## 外部連結

### 線上版
- Perseus 線上版：查詢詞形變化 （页面存档备份，存于）、查詢詞條 （页面存档备份，存于）（註：使用 Beta Code; 另外 Perseus 在詞條中以「α^」表示短α、以「α_」表示長α.）
- LSJ at Harvard's Archimedes Project （页面存档备份，存于）
- LSJ at Univ. of Chicago （页面存档备份，存于）
- LSJ in wiki format and diacritics insensitive search in Greek and Latin characters （页面存档备份，存于）
- Modern Greek version of LSJ by the University of the Aegean （页面存档备份，存于）
- LSJ via the Philologus online interface （页面存档备份，存于）

### 掃描版
- Fourth edition (1855) (archive.org)
- Sixth edition (1869) (archive.org)
- Seventh edition (1883) (archive.org)
- Eighth edition (1901) (archive.org)
- Ninth edition (1940) vol. 1 (archive.org)
- Ninth edition (1940) vol. 2 (archive.org)
- American edition (1853), ed. Henry Drisler (archive.org)

### 掃描版（Middle Liddell）
- First edition (1889) (archive.org)